# Jan Vrijman (architect)
Johannes Antonius Willibrordus Vrijman (Den Haag, 20 februari 1865 – aldaar, 25 januari 1954), in vakliteratuur vaak J.A.W. Vrijman genoemd, was een Nederlands architect. Hij was Rijksbouwmeester van 1906 tot 1923.

## Leven en werk
In 1888 kwam Vrijman in dienst bij het bouwbureau van Jacobus van Lokhorst in Den Haag. Van Lokhorst was toen al tien jaar Rijksbouwkundige bij het Ministerie van Binnenlandse Zaken. Na een jaar werd Vrijman al hoofdopzichter van het bureau. De laatste jaren moest Vrijman veel van Van Lokhorst overnemen, want zijn gezondheid ging achteruit. Samen hebben ze onder andere het eerste Nederlandse gymnasium gebouwd, het Haganum in Den Haag. In Leiden bouwden ze het Rijksmuseum van Natuurlijke Historie (1899-1910) en het Rijksherbarium (1906-1914). In 1906 overleed Van Lokhorst, dus Vrijman moest die Leidse bouwwerken alleen afmaken.

#### 1906
Op 21 juni 1906 werden Vrijman en M.A. van Wadenoyen (1850-na 1906) tot Rijksbouwkundigen benoemd. Vrijman moest zich bezighouden met nieuwbouw, Van Wadenoijen met onderhoud. Per 1 januari 1907 verliet Van Wadenoijen wegens slechte gezondheid de dienst.
In 1909 werd Vrijman benoemd tot ridder in de Orde van de Nederlandse Leeuw.
In 1918 werd het bouwbureau weggehaald bij het Ministerie van Binnenlandse Zaken en ondergebracht bij het Ministerie van Onderwijs, Kunsten en Wetenschappen. In 1921 werd Vrijman tot Rijksbouwmeester benoemd. J.C.E. baron van Lynden werd belast met de reorganisatie en hij richtte de huidige Rijksgebouwendienst op.

#### 1923
In 1923 beval Van Lynden Vrijman aan om directeur te worden, maar net in die periode werden onregelmatigheden ontdekt bij de bouw van het Academisch Ziekenhuis te Leiden. Op 23 juli 1923 werd Vrijman geschorst en nadien heeft hij niets meer gebouwd. De rechtbank veroordeelde hem tot oplichting. In hoger beroep werd hij door het gerechtshof vrijgesproken van oplichting, maar veroordeeld tot zes maanden gevangenisstraf wegens valsheid in geschrifte. Vrijman werd oneervol ontslagen. In 1929 kreeg hij een bedrag van 66.505 gulden toegekend, deels als schadevergoeding, deels als wachtgeld. Het oneervol ontslag bleef echter in stand.
Poging tot eerherstel
In de jaren daarna heeft Vrijman gepoogd om zijn oneervol ontslag omgezet te krijgen in eervol ontslag. In het voorjaar van 1940 publiceerde de jurist A.J.M. van Moorsel een artikel in De Tijd en De Nieuwe Haarlemsche Courant, waarin hij pleitte om tot een oplossing te komen in de zaak-Vrijman.
In 1942 wendde Vrijman zich tot het ministerie van Justitie voor een schadeloosstelling. De secretaris-generaal, de NSB-er Rost van Tonningen, kende hem een bedrag van 50.000 gulden toe.
In 1953 wees de Eerste Kamer zijn verzoek om eerherstel uiteindelijk af vanwege zijn gedragingen tijdens de bezetting.

## Zijn bouwwerken
Bekende bouwwerken van Vrijman zijn onder meer:
- In Delft: Gebouw voor de faculteit Werktuig- en Scheepsbouwkunde van de Technische Universiteit in Delft (1905-1911)
- In Den Haag: Farmaceutisch Laboratorium (1915)
- In Leiden: Rijksmuseum van Natuurlijke Historie Leiden (1899-1910) en het Rijksherbarium (1906-1914)
- In Groningen: Academiegebouw (1906), dependance Rijks HBS (1908),  Provinciehuis (1915)
- In Utrecht: Farmaceutisch Laboratorium (1915)
- In 's-Hertogenbosch: Groot Ziekengasthuis. Ziekenhuis, klooster en kapel  (1915)
- In Veendam: Rijks HBS, nu Veenkoloniaal Museum, (1910)

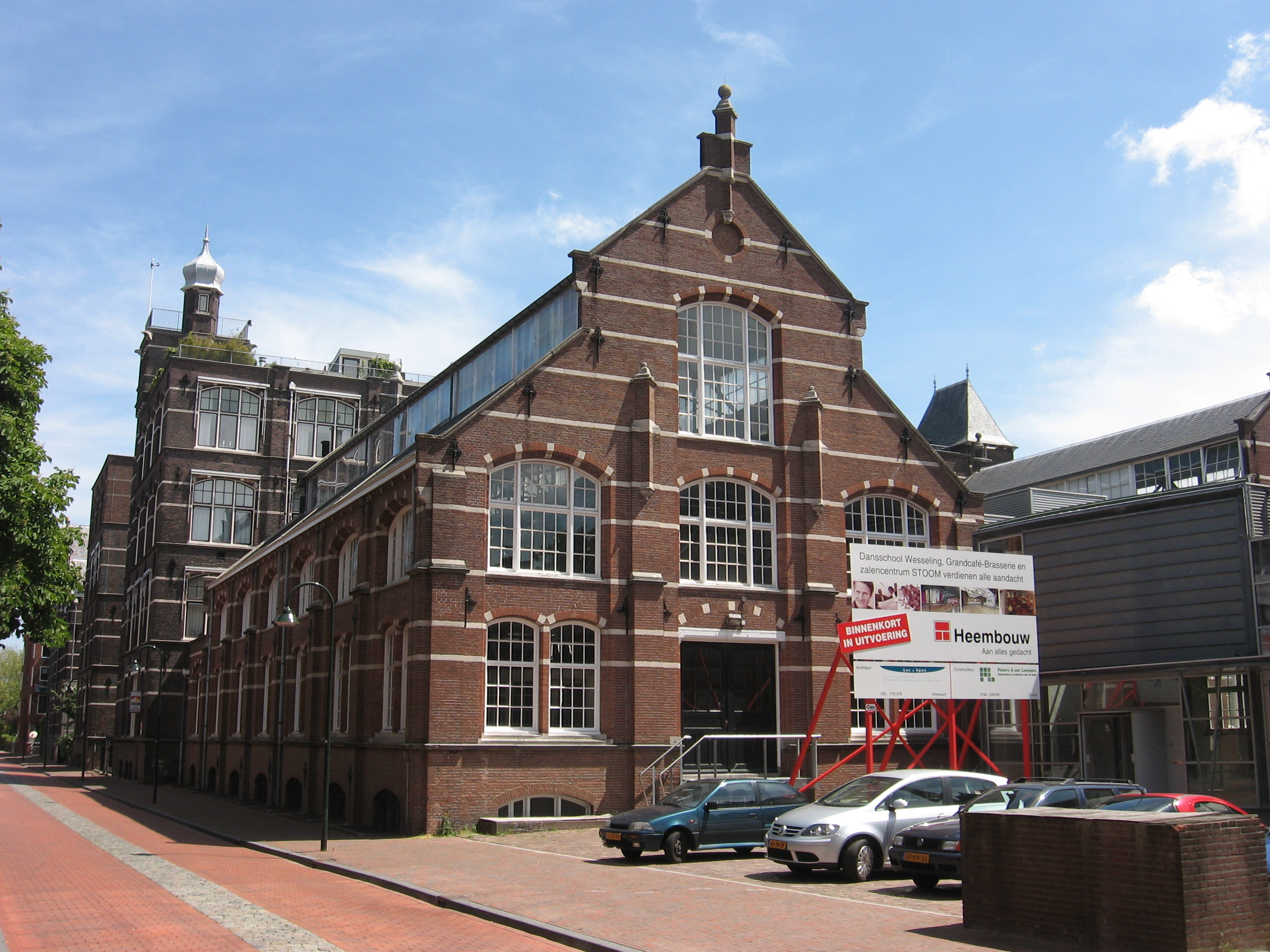
Voormalig laboratorium voor de afdeling Werktuig- en Scheepsbouwkunde, Ezelsveldlaan in Delft
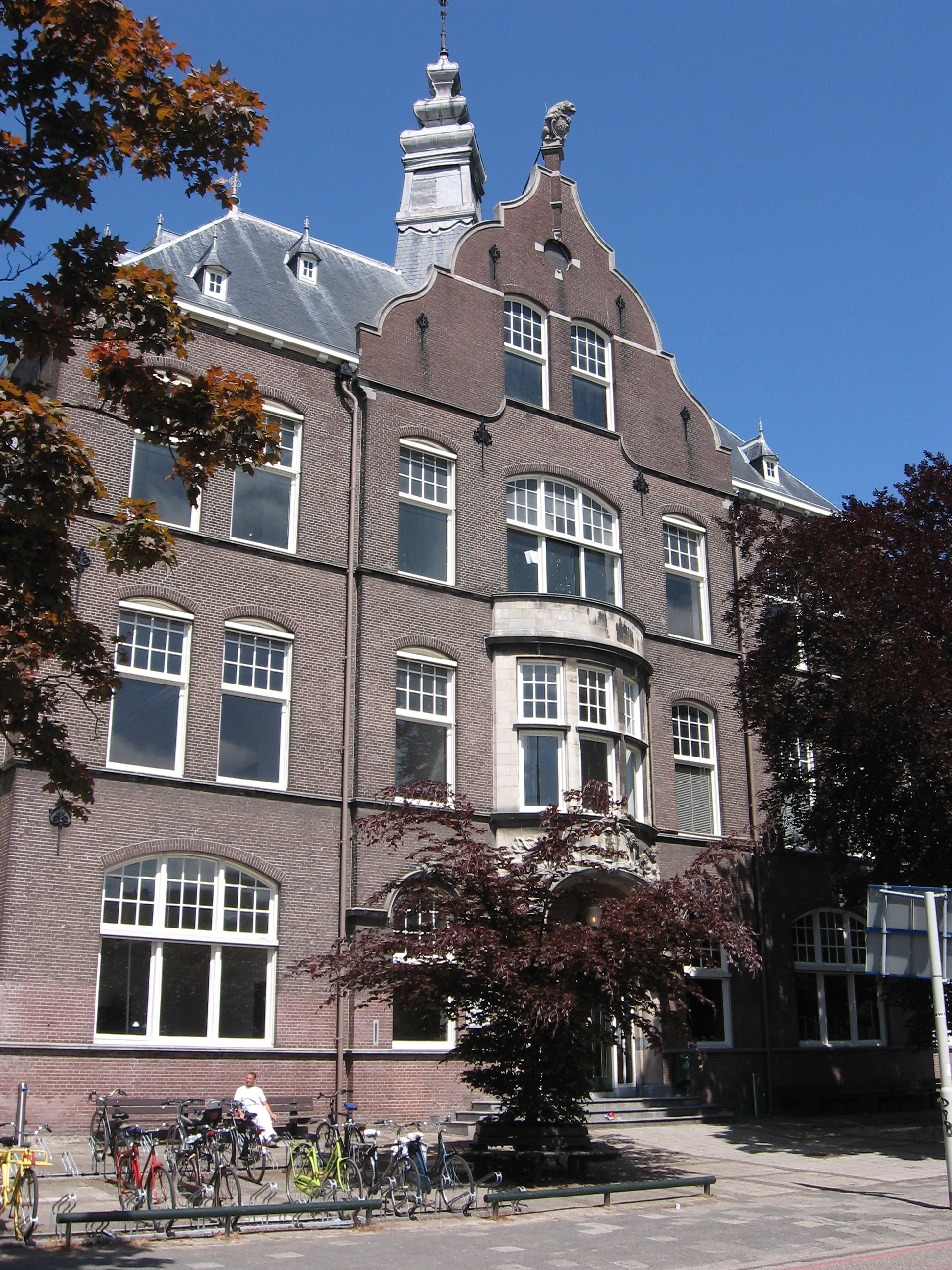
Universiteitsgebouw TH voor Mijnbouwkunde en Petroleumwinning, Mijnbouwstraat in Delft
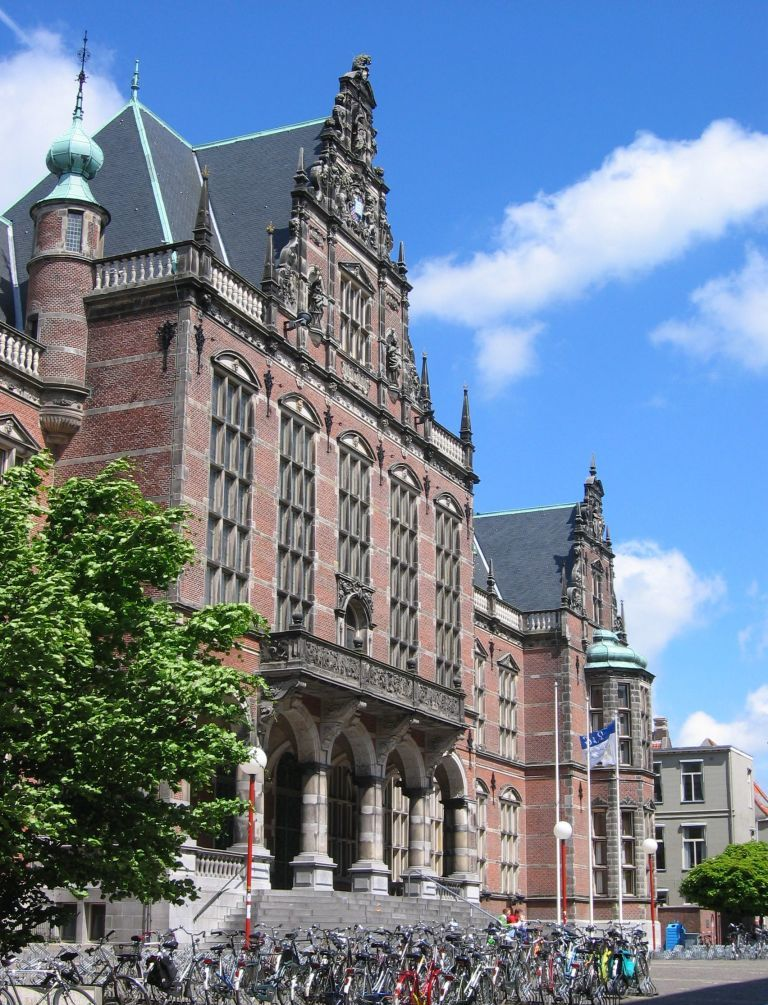
Academiegebouw, Broerstraat in Groningen
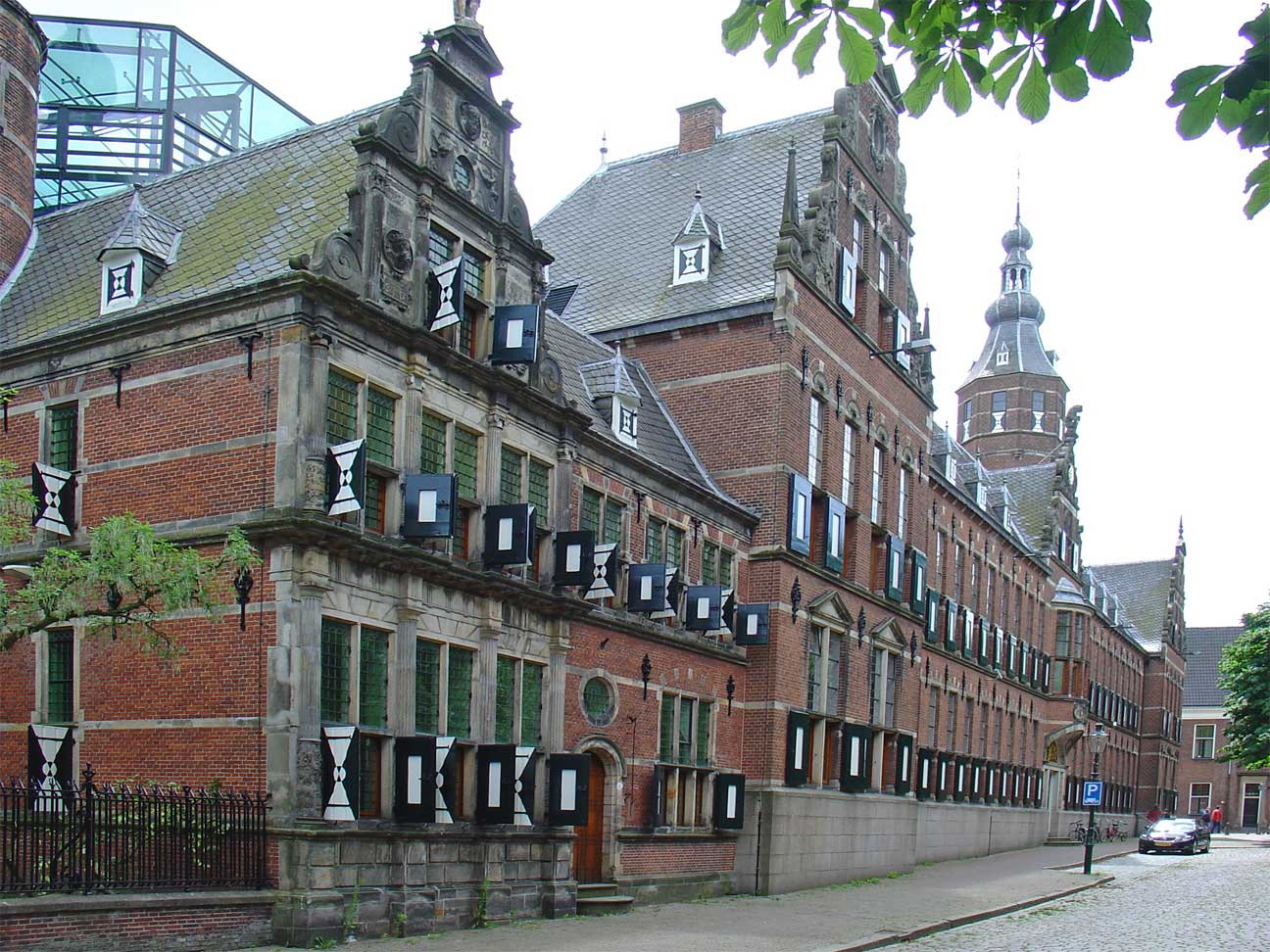
Provinciehuis, Groningen
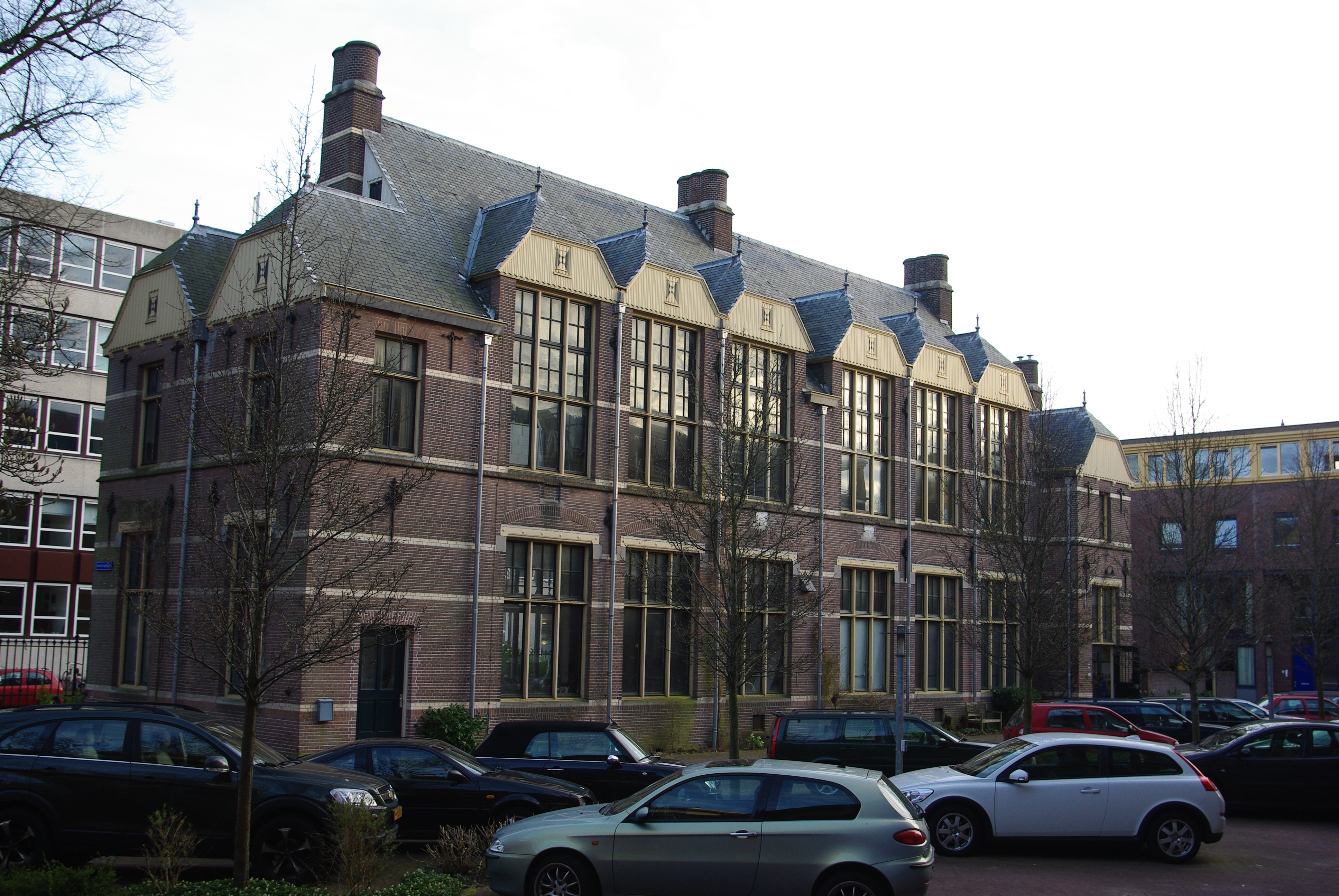
Dependance Rijks-HBS, Groningen
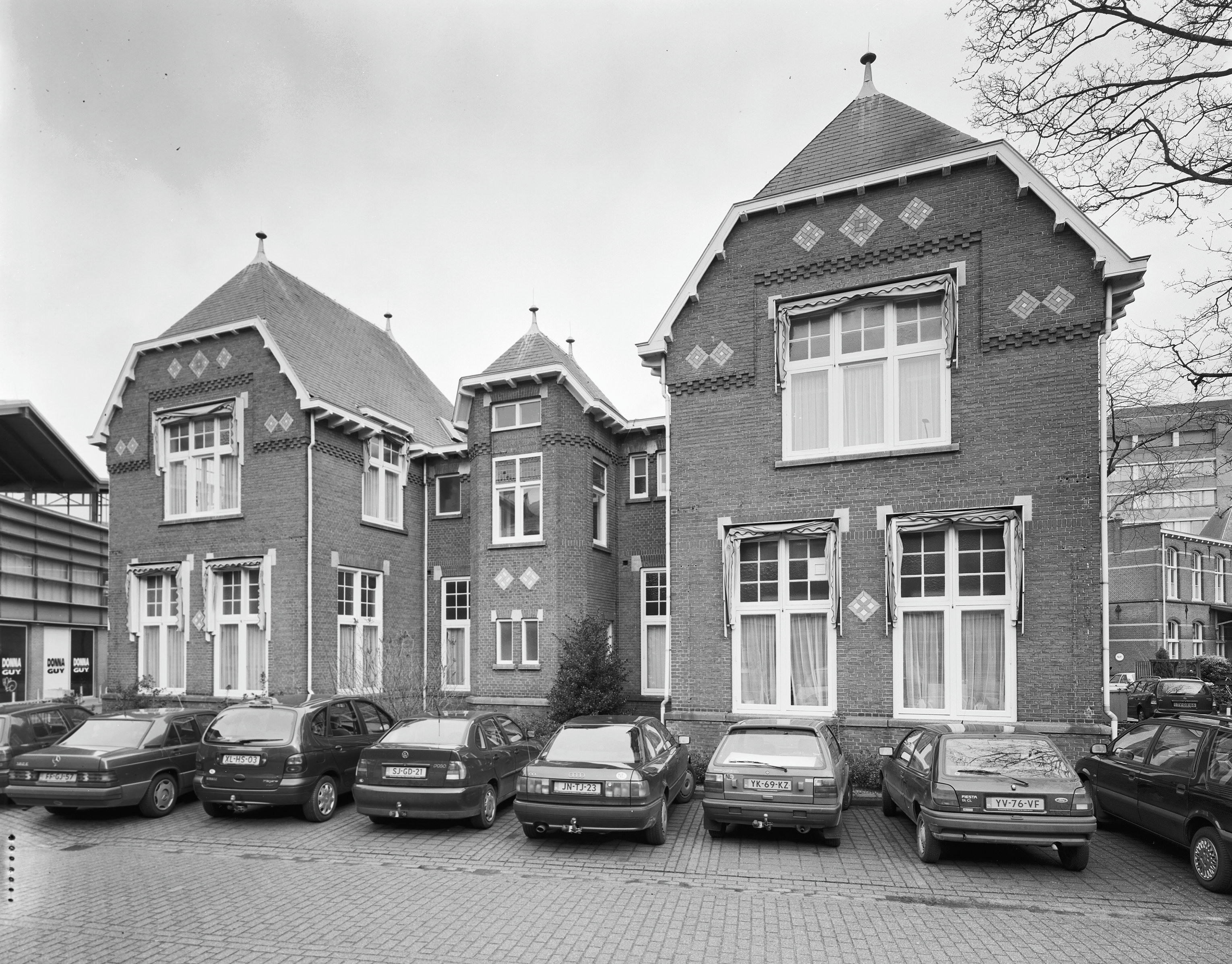
Maria paviljoen GZG 's-Hertogenbosch